# نیوتن (تگزاس)
نیوتن، تگزاس(به انگلیسی: Newton, Texas) شهری در ایالت تگزاس از ایالات جنوبی ایالات متحده آمریکا است. در سرشماری سال ۲۰۰۰، جمعیت این شهر ۲۴۵۹ نفر اعلام شد.